# Amelanchier
Amelanchier é um género botânico pertencente à família Rosaceae. Em Portugal é conhecido por Amelanqueiro.

## Descrição
As diversas espécies de Amelanchier atingem 0,2 a 20 m de altura; algumas são árvores de pequeno porte, outras são arbustos multicaules, formando tufos, e outras ainda, formam extensos aglomerados de arbustos rasteiros (clones). A casca é cinzenta ou, menos frequentemente, castanha e, nas espécies arbóreas, lisa ou fissurada quando mais velha. A folhagem é caduca, caulinar, alterna, simples, lanceolada a elíptica a orbiculada, com 0,5–10 x 0,5–5,5 cm, fina a coriácea, com a face superior glabra ou densamente tomentosa na floração, e a inferior glabra ou mais ou menos pilosa na maturação. 
As inflorescências são terminais, com 1 a 20 flores, eretas ou caídas, em cachos duma a quatro flores, ou em racemos com 4 a 20 flores. As flores possuem cinco pétalas brancas (em casos raros, ligeiramente rosadas, amarelas, ou brancas matizadas com listas vermelhas), lineares a orbiculadas, com 2,6 a 25 mm de comprimento, sendo que numa espécie (A. nantucketensis) as pétalas são com frequência andropétalas (com microsporângios apicais adaxialmente). As flores surgem no início da primavera, "quando o sável corre", segundo a tradição norte-americana (dando origem a nomes como "sável"). O fruto é um pomo semelhante à baga, de cor vermelha, roxa ou quase preta na maturação, com 5 a 15 mm de diâmetro, indo do insípido ao deliciosamente doce, no verão.
As plantas Amelanchier são apreciadas em horticultura, e os seus frutos estivais são importantes para a vida selvagem. Alguns pomares são cultivados nas províncias das pradarias canadianas com invernos de frio rigoroso −60 °C (−76 °F), indicando a resistência da planta ao clima inclemente sub-Ártico, e pode produzir fruto durante 50 anos.

## Etimologia
Amelanchier é uma denominação genérica derivada do antigo amelancier, usado no francês provençal com referência ao Amelanchier ovalis.

## Taxonomia
Amelanchier Medik. (Philos. Bot. 1: 155. 1789). Espécie tipo: Amelanchier ovalis Medik. (Mespilus amelanchier L.)

## Sinónimos
Possíveis sinónimos:
- Malacomeles (Decne.) Engl.
- Peraphyllum Nutt.

## Espécies
Espécies pertencentes ao género Amelanchier:
1. Amelanchier alnifolia (Nutt.) Nutt. ex M.Roem. = Amelanchier florida Lindl.
2. Amelanchier arborea (F.Michx.) Fernald = Mespilus arborea F.Michx.
3. Amelanchier asiatica (Siebold & Zucc.) Endl. ex Walp.
4. Amelanchier bartramiana (Tausch) M.Roem. = Amelanchier oligocarpa (Michx.) M.Roem.
5. Amelanchier canadensis (L.) Medik. = Mespilus canadensis L.
6. Amelanchier humilis Wiegand
7. Amelanchier interior E.L.Nielsen
8. Amelanchier x intermedia Spach
9. Amelanchier laevis Wiegand
10. Amelanchier lamarckii F.G.Schroed. = Amelanchier × grandiflora Rehder
11. Amelanchier nantucketensis E.P.Bicknell
12. Amelanchier obovalis (Michx.) Ashe = Mespilus canadensis var. obovalis Michx.
13. Amelanchier ovalis Medik. = Amelanchier rotundifolia Dum.Cours. = Amelanchier vulgaris Moench = Crataegus rotundifolia Lam. = Mespilus amelanchier L.
14. Amelanchier pumila Nutt. ex Torr. & A.Gray
15. Amelanchier sanguinea (Pursh) DC. = Amelanchier huronensis Wiegand = Pyrus sanguinea Pursh
16. Amelanchier sinica (C.K.Schneid.) Chun = Amelanchier asiatica var. sinica C.K.Schneid.
17. Amelanchier spicata (Lam.) K.Koch = Amelanchier stolonifera Wiegand
18. Amelanchier utahensis Koehne = Amelanchier alnifolia var. pallida (Greene) Jeps. = Amelanchier oreophila A.Nelson = Amelanchier pallida Greene
19. Amelanchier x wiegandii E.L.Nielsen